# Luciano De Crescenzo
Luciano De Crescenzo (Napoli, 18 agosto 1928 – Roma, 18 luglio 2019) è stato un filosofo, scrittore, regista e attore italiano che inizialmente aveva svolto la professione di ingegnere.
È noto per la sua attività di divulgazione di varie discipline tra cui filosofia, letteratura e mitologia greca e romana e soprattutto per la sua produzione come saggista grazie alla quale riusciva a spiegare con arguzia e semplicità argomenti ostici di queste discipline.
Obbedendo al desiderio paterno si laureò in ingegneria e svolse a lungo questa professione, salvo poi abbandonarla per dedicarsi alla divulgazione e all'editoria.

## Biografia
(De Crescenzo, Storia della filosofia medioevale)
Nacque a Napoli, nel quartiere San Ferdinando, il 18 agosto 1928 (anche se suo padre ne registrò la nascita due giorni dopo, il 20), precisamente in via Generale Giordano Orsini al civico 40, nello stesso stabile dove un anno dopo sarebbe nato Carlo Pedersoli, alias Bud Spencer, insieme al quale frequentò le scuole elementari. Nella sua autobiografia racconta che i genitori, Eugenio De Crescenzo (1880-1956) e Giulia Panetta (1886-1971), si sposarono piuttosto tardi, essendosi conosciuti avanti con gli anni attraverso "presentazione fotografica" (le nozze furono combinate da una famosa sensale dell'epoca, Amalia 'a Purpessa). Da giovane lavorò nella ditta di guanti gestita dal padre, che aveva imparato l'arte di intagliatore di pelli in un opificio del rione Sanità. Durante la seconda guerra mondiale la famiglia De Crescenzo si spostò a San Giorgio a Liri, nei pressi di Cassino, poiché il padre riteneva che questo luogo sarebbe stato più sicuro di altri: "un ventre di vacca" (le cose andarono diversamente, infatti Cassino fu rasa al suolo e i centri circostanti subirono gravi danni).

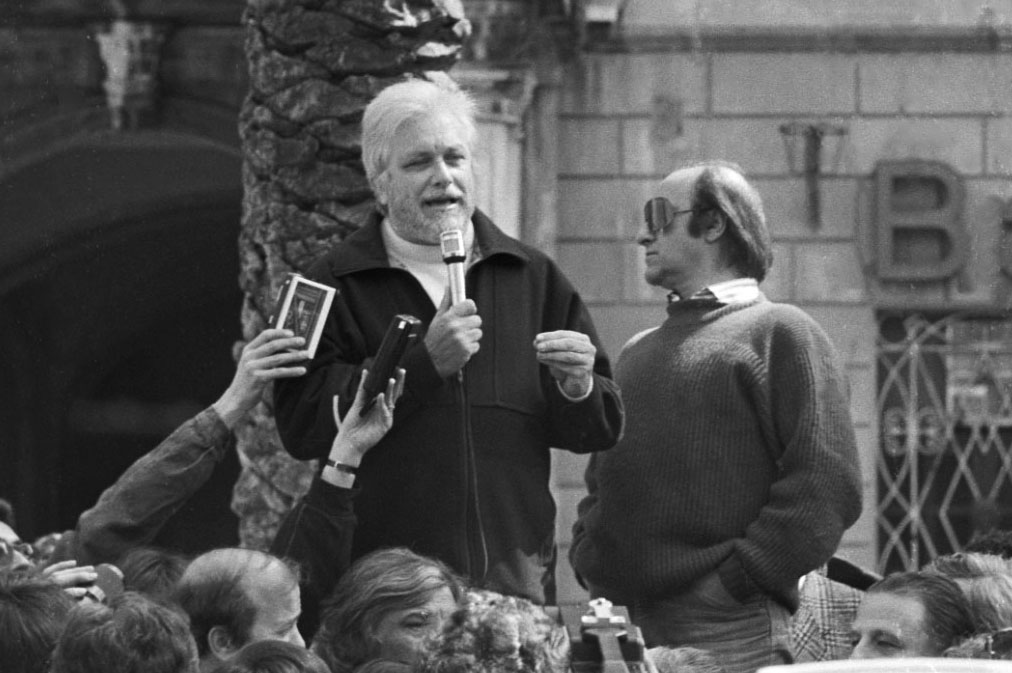
De Crescenzo alla manifestazione anti-fast food a Roma nel 1986 insieme a Giorgio Bracardi

Dopo aver conseguito la maturità classica al liceo ginnasio statale Jacopo Sannazaro, secondo il volere dei genitori si laureò in ingegneria idraulica col massimo dei voti presso l'Università degli Studi di Napoli Federico II; fu allievo di Renato Caccioppoli, il quale lo persuase a scegliere proprio questa branca, poi un amico lo convinse a studiare anche elettronica per avere maggiori possibilità di trovar lavoro. Prima di trasferirsi a Milano tuttavia il futuro scrittore ebbe modo di sperimentare le difficoltà applicative della sua laurea: non riuscendo a trovare adeguata sistemazione nel campo geologico-geotecnico, svolse attività differenti, come il venditore di tappeti in un negozio nei pressi di piazza del Municipio, a Napoli, e persino il cronometrista alle Olimpiadi di Roma, nel 1960.
Dopo tale periodo, si trasferì nel capoluogo lombardo, dove, nel 1961, venne assunto all'IBM, rimanendovi per diciotto anni in qualità di addetto alle pubbliche relazioni. Promosso dirigente, nel 1976 capì la sua vera vocazione, ovvero quella di scrittore divulgatore di discipline umanistiche. Decise quindi, nel 1979, di lasciare il suo lavoro e dedicarsi a tempo pieno alla scrittura, favorito anche dall'interessamento di Maurizio Costanzo, padrino della sua prima opera, Così parlò Bellavista. Grazie anche alla partecipazione al talk show Bontà loro, condotto da Costanzo, e ad altre apparizioni pubbliche, fra il 1976 e il 1977 il suo libro vendette oltre 600 000 copie e fu tradotto anche in giapponese, diventando un vero e proprio caso letterario.
Nel corso degli anni Luciano De Crescenzo divenne così un autore di successo internazionale. Pubblicò in totale cinquanta libri, vendendo 18 milioni di copie nel mondo, di cui 7 milioni in Italia. Le sue opere sono state tradotte in 19 lingue e diffuse in 25 Paesi. Tra questi una lunga serie di romanzi, cui si aggiungono opere di saggistica divulgativa nelle quali oltre a raccontare in maniera quasi giocosa argomenti piuttosto complessi della filosofia, si adopera per far conoscere gli usi e i costumi del popolo di Napoli contribuendo così a scardinare tutti quei pregiudizi che aleggiano da sempre su di esso. Nel 1998, con l'opera Il tempo e la felicità edita da Arnoldo Mondadori Editore, vinse il premio Cimitile.

De Crescenzo testimonial del Videotel SIP, 1988

Luciano De Crescenzo affiancò per tutta la sua vita all'attività di scrittore quella di divulgatore, capace di far avvicinare anche i più inesperti ai problemi sollevati dalla filosofia antica; oltre ai suoi numerosi libri, nel corso degli anni ottanta e novanta condusse trasmissioni televisive come Bit - Storie di computer e Zeus - Le gesta degli dei e degli eroi, che si proponevano di coniugare divulgazione e divertimento. Nel 1994 la città di Atene gli conferì la cittadinanza onoraria, proprio per il suo impegno nel voler attualizzare la filosofia greca. De Crescenzo s'interessò anche alla filosofia medievale e, in minor misura, a quella moderna e contemporanea. Nel corso della sua lunga carriera collaborò a varie testate giornalistiche tra cui Il Mattino, il Corriere della Sera e la Repubblica.
Nel 1995 Forza Italia gli propose di candidarsi tra le sue file, ma egli declinò; negli ultimi anni si schierò più volte apertamente con i Radicali di Emma Bonino. Si definiva ateo cristiano. Negli ultimi anni soffrì di una malattia neuropsicologica, la prosopagnosia, che non gli permetteva di riconoscere i volti delle persone.

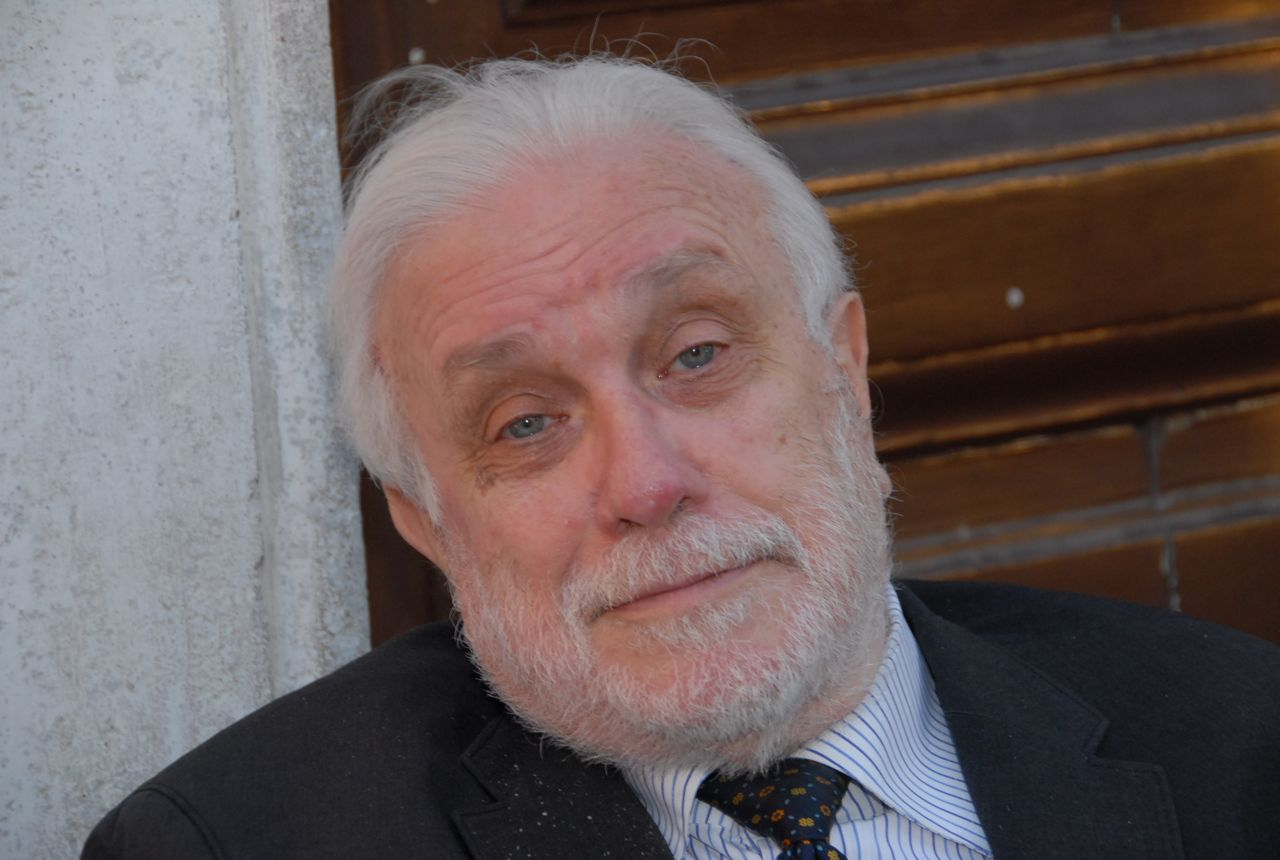
Luciano De Crescenzo nel 2008

### Morte
Luciano De Crescenzo morì il 18 luglio 2019, un mese prima di compiere 91 anni, al Policlinico Gemelli di Roma dove era ricoverato da alcuni giorni per una polmonite. Dopo la camera ardente  nella sala della Protomoteca del Palazzo Senatorio in Campidoglio a Roma, i funerali furono celebrati il 20 luglio a Napoli all'interno della basilica di Santa Chiara alla presenza di colleghi e amici come Domenico De Masi, Renzo Arbore, Marisa Laurito, Mara Venier, il presidente della Regione Campania Vincenzo De Luca e l'assessore alla cultura Nino Daniele. Successivamente il feretro fu tumulato secondo le sue volontà nel cimitero di Furore, comune della costiera amalfitana.

## Cinema
(da Così parlò Bellavista)
Personaggio poliedrico, De Crescenzo ha lavorato come autore in televisione e in varie vesti nel mondo del cinema. Nel 1978 fu tra gli sceneggiatori de La mazzetta di Sergio Corbucci, con Nino Manfredi e Ugo Tognazzi. Sul grande schermo esordì come attore ne Il pap'occhio (1980) nel ruolo del Padreterno, al fianco dell'amico Roberto Benigni e diretto da Renzo Arbore. Nel 1982 fu interprete di Quasi quasi mi sposo, mentre nel 1984 affiancò sempre Arbore come protagonista, soggettista e sceneggiatore nel suo secondo film "FF.SS." - Cioè: "...che mi hai portato a fare sopra a Posillipo se non mi vuoi più bene?". Nello stesso anno avvenne il suo esordio dietro la macchina da presa con Così parlò Bellavista, tratto dal suo best seller. Il successo della pellicola, che ebbe dei buoni risultati al botteghino e una discreta critica, lo convinse a dirigere l'anno seguente Il mistero di Bellavista (prendendo spunto ancora da un suo libro) e la commedia a episodi 32 dicembre nel 1988, sulla relatività del tempo.
Nel 1990 recitò accanto a Sophia Loren e Luca De Filippo in Sabato, domenica e lunedì di Lina Wertmüller, mentre nel 1995 scrisse, diresse e interpretò insieme a Teo Teocoli ed Isabella Rossellini Croce e delizia, considerato da alcuni critici come il suo film più riuscito. Nel 2001 interpretò il piccolo ruolo di un boss mafioso nel film per la TV Francesca e Nunziata, ancora della Wertmüller.

## Televisione
Nel 1978 De Crescenzo fu chiamato a condurre la sua prima trasmissione Mille e una luce, su Rete 1: fu uno dei primi programmi televisivi che prevedeva l'interazione con i telespettatori. Nel 1981 condusse sulla Rete 2, assieme all'amico Renzo Arbore, il programma Tagli, ritagli e frattaglie, in cui venivano trasmessi spezzoni tratti da varie trasmissioni del passato. Nel 1984 De Crescenzo fu chiamato a condurre su Italia 1 Bit - Storie di computer, uno dei primi programmi di divulgazione informatica, in cui lo scrittore si cimentò per spiegare nella maniera più semplice possibile concetti basilari dell'elettronica e l'utilità del computer. Nel 1991, su Rai 1, De Crescenzo condusse Zeus - Le gesta degli dei e degli eroi, in cui si propose di spiegare con parole semplici i miti legati alla Grecia antica. Gli episodi della trasmissione furono pubblicati in seguito su videocassette e libri, editi da Arnoldo Mondadori Editore. Nel 1995 condusse il DopoFestival assieme a Serena Dandini. Dal 1993 al 2007 fu ospite fisso del Maurizio Costanzo Show.

## Vita privata
Sposatosi nel 1961 con Gilda Somma (1940-2017) e successivamente separato nel 1966, ebbe una figlia, Paola (1963).
Dal 1973 al 1978 ebbe una relazione con l'attrice Isabella Rossellini. I due stavano per sposarsi ma a causa di un'improvvisa partenza di lei per gli Stati Uniti il matrimonio fu prima rinviato e poi annullato, come raccontato da entrambi in numerose interviste; i due rimasero però intimi amici.

## Commemorazioni
Nel 2019 il comune di Furore ha deliberato l’intitolazione a suo nome del Giardino della Pellerina.
Il 18 luglio 2020 è stato inaugurato a Napoli, nei Quartieri Spagnoli– all'angolo tra vico Tre Regine e via Emanuele De Deo – un grande murale opera di Michele Quercia in cui è raffigurato in bianco e nero il volto sorridente di De Crescenzo affiancato dalla sua celebre frase: «Io penso che Napoli sia ancora l'ultima speranza che ha l'umanità per sopravvivere».
Il successivo 26 luglio gli è stata invece intitolata una piazza a Sarno, mentre due giorni più tardi si è svolta a Napoli la cerimonia ufficiale di scoprimento di una lapide in vicoletto Belledonne nel quartiere di Chiaia.
Nel 2022 la Mondadori ha pubblicato due saggi su di lui: Ci siamo voluti tanto bene, un volume di ricordi scritto dagli amici Renzo Arbore e Marisa Laurito e Così parlò l'ingegnere, la prima biografia completa di Luciano De Crescenzo di Andrea Jelardi.

## Opere
- Così parlò Bellavista. Napoli, amore e libertà, Milano, A. Mondadori, 1977.
- Raffaele, Milano, Arti grafiche Adonia, 1970; A. Mondadori, 1978.
- La Napoli di Bellavista. Sono figlio di persone antiche, Milano, A. Mondadori, 1979.
- Zio Cardellino, Milano, A. Mondadori, 1981.
- Storia della filosofia greca. I presocratici, Milano, A. Mondadori, 1983.
- Oi dialogoi. I dialoghi di Bellavista, Milano, A. Mondadori, 1985.
- Storia della filosofia greca. Da Socrate in poi, Milano, A. Mondadori, 1986.
- La domenica del villaggio, Milano, A. Mondadori, 1987. ISBN 88-04-30718-8.
- Vita di Luciano De Crescenzo scritta da lui medesimo, Milano, A. Mondadori, 1989. ISBN 88-04-31748-5.
- Elena, Elena, amore mio, Milano, A. Mondadori, 1991. ISBN 88-04-33304-9.
- Zeus. I miti dell'amore, Milano, A. Mondadori, 1991. ISBN 88-04-35190-X.
- Zeus. I miti degli eroi, Milano, A. Mondadori, 1992. ISBN 88-04-36256-1.
- Il dubbio, Milano, A. Mondadori, 1992. ISBN 88-04-36745-8.
- Croce e delizia, Milano, A. Mondadori, 1993. ISBN 88-04-36719-9.
- I miti degli dei, con 2 VHS, Milano, A. Mondadori, 1993. ISBN 88-04-37480-2.
- Socrate, Milano, A. Mondadori, 1993. ISBN 88-04-38095-0.
- Viaggio in Egitto, come Luciano De Crescenzo & Co., Magreglio, Shakespeare and Company, 1993.
- I miti della guerra di Troia, con 2 VHS, Milano, A. Mondadori, 1994. ISBN 88-04-35956-0.
- Usciti in fantasia. Nove racconti, Milano, A. Mondadori, 1994. ISBN 88-04-38439-5.
- Panta rei, Milano, A. Mondadori, 1994. ISBN 88-04-39374-2.
- I grandi miti greci a fumetti, 24 voll., Novara-Milano, De Agostini-A. Mondadori, 1995.
- Ordine e disordine, Milano, Mondadori, 1996. ISBN 88-04-41598-3.
- Nessuno. L'Odissea raccontata ai lettori d'oggi, Milano, Mondadori, 1997. ISBN 88-04-42532-6.
- Sembra ieri, Milano, Mondadori, 1997. ISBN 88-04-43813-4.
- Il tempo e la felicità, Milano, Mondadori, 1998. ISBN 88-04-44694-3.
- I grandi miti greci. Gli Dei, gli eroi, gli amori, le guerre, Milano, Mondadori, 1999. ISBN 88-04-45431-8.
- Le donne sono diverse, Milano, Mondadori, 1999. ISBN 88-04-46664-2.
- La distrazione, Milano, Mondadori, 2000. ISBN 88-04-47638-9.
- Tale e quale, Milano, Mondadori, 2001. ISBN 88-04-49001-2.
- Storia della filosofia medioevale, Milano, Mondadori, 2002. ISBN 88-04-50291-6.
- Storia della filosofia moderna. Da Niccolò Cusano a Galileo Galilei, Milano, Mondadori, 2003. ISBN 88-04-51203-2.
- Love. L'amore ai tempi del viagra, con Diabolik, Roberto Gervaso, Milo Manara, Flavio Oreglio, Arrigo Petacco, Andrea G. Pinketts, Folco Quilici, il Conte Uguccione, Paolo Villaggio e Stefano Zecchi, Milano, Oscar Mondadori, 2003. ISBN 88-04-52250-X.
- Storia della filosofia moderna. Da Cartesio a Kant, Milano, Mondadori, 2004. ISBN 88-04-52628-9.
- I pensieri di Bellavista, Milano, Mondadori, 2005. ISBN 88-04-53961-5.
- Il pressappoco. Elogio del quasi, Milano, Mondadori, 2007. ISBN 978-88-04-55294-9.
- Il caffè sospeso. Saggezza quotidiana in piccoli sorsi, Milano, Mondadori, 2008. ISBN 978-88-04-57774-4.
- Il nano e l'Infanta, Roma, Il filo, 2008. ISBN 978-88-6185-845-9.
- Monnezza e libertà, Milano, Corriere della Sera, 2008.
- Napoli ti voglio bene. Bellavista trent'anni dopo, Napoli, Grimaldi & C., 2008. ISBN 88-89879-31-9.
- Socrate e compagnia bella, Milano, Mondadori, 2009. ISBN 978-88-04-59064-4.
- Ulisse era un fico, Milano, Mondadori, 2010. ISBN 978-88-04-59823-7.
- Tutti santi me compreso, Milano, Mondadori, 2011. ISBN 978-88-04-61029-8.
- Fosse 'a Madonna!. Storie, grazie, apparizioni della mamma di Gesù, Milano, Mondadori, 2012. ISBN 978-88-04-62114-0.
- Garibaldi era comunista. E altre cose che non sapevate dei grandi della storia, Milano, Mondadori, 2013. ISBN 978-88-04-62978-8.
- Gesù è nato a Napoli. La mia storia del presepe, Milano, Mondadori, 2013. ISBN 978-88-04-63412-6.
- Ti porterà fortuna. Guida insolita di Napoli, Milano, Mondadori, 2014. ISBN 978-88-04-64064-6.
- Stammi felice. Filosofia per vivere relativamente bene, Milano, Mondadori, 2015. ISBN 978-88-04-65431-5.
- Ti voglio bene assai. Storia e (filosofia) della canzona napoletana, Milano, Mondadori, 2015. ISBN 978-88-04-65823-8.
- Non parlare, baciami. La filosofia e l'amore, Milano, Mondadori, 2016. ISBN 978-88-04-66354-6.
- 7 idee per 7 filosofi, Milano, Mondadori, 2016. ISBN 978-88-04-67235-7. [Adattamento di Socrate e compagnia bella]
- Napoli mia. L'anima della città raccontata da Bellavista, Milano, Mondadori, 2017. ISBN  978-88-04-67004-9.
- Sono stato fortunato. Autobiografia, Milano, Mondadori, 2018. ISBN 978-88-04-68506-7.
- Napolitudine. Dialoghi sulla vita, la felicità e la smania 'e turnà, con Alessandro Siani, Milano, Mondadori, 2019. ISBN 978-88-04-68505-0.
- Accadde domani. Scritti quasi profetici, a cura di Paola De Crescenzo, Milano, Mondadori, 2020. ISBN 978-88-04-73182-5.

## Filmografia

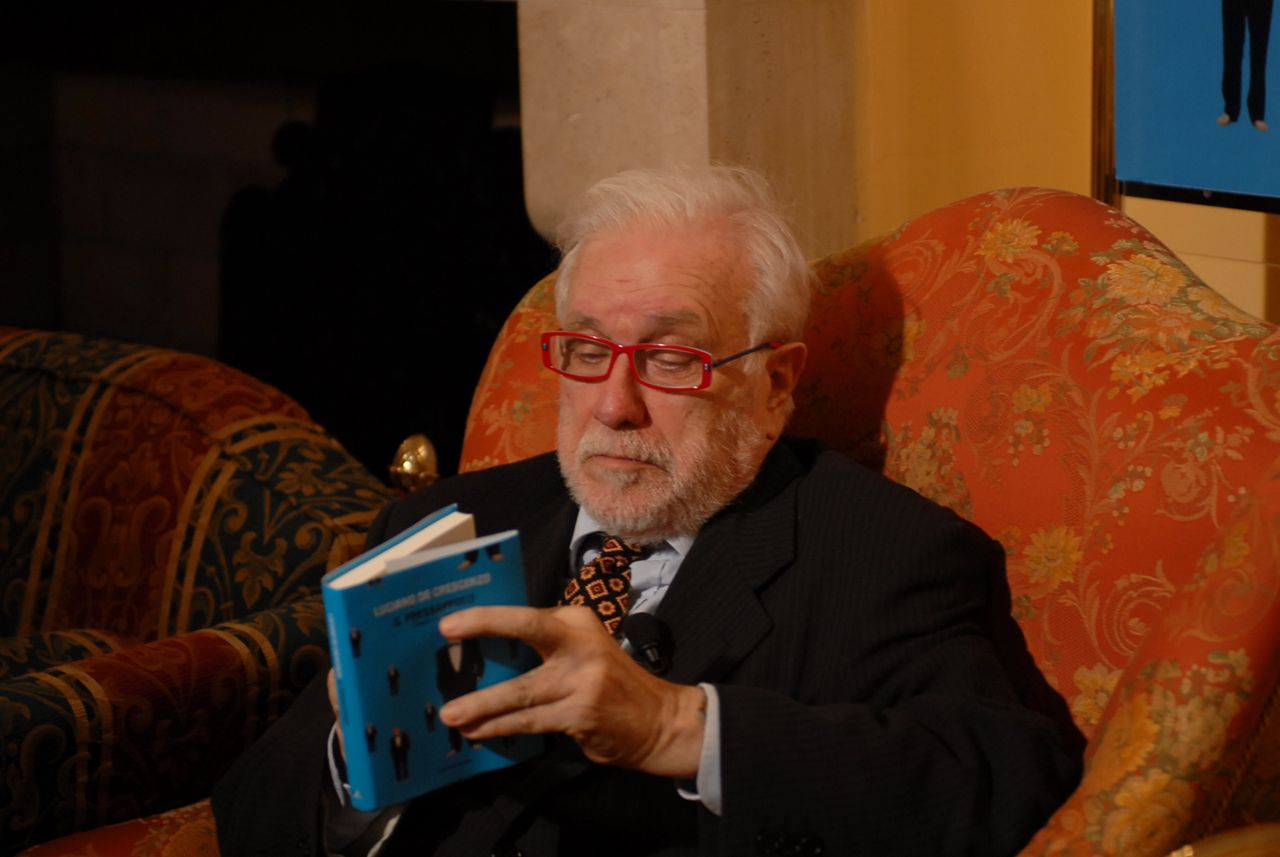
Luciano De Crescenzo nel 2007 mentre legge un suo libro

### Regista
- Così parlò Bellavista (1984)
- Il mistero di Bellavista (1985)
- 32 dicembre (1988)
- Croce e delizia (1995)

### Sceneggiatore
- La mazzetta, regia di Sergio Corbucci (1978)
- Il pap'occhio, regia di Renzo Arbore (1980)
- "FF.SS." - Cioè: "...che mi hai portato a fare sopra a Posillipo se non mi vuoi più bene?", regia di Renzo Arbore (1983)
- Così parlò Bellavista, regia di Luciano De Crescenzo (1984)
- Il mistero di Bellavista, regia di Luciano De Crescenzo (1985)
- 32 dicembre, regia di Luciano De Crescenzo (1988)
- Croce e delizia, regia di Luciano De Crescenzo (1995)
- Ulisse. Il mio nome è Nessuno – serie TV (2010)

### Attore
- Il pap'occhio, regia di Renzo Arbore (1980)
- Quasi quasi mi sposo, regia di Vittorio Sindoni (1982)
- "FF.SS." - Cioè: "...che mi hai portato a fare sopra a Posillipo se non mi vuoi più bene?", regia di Renzo Arbore (1983)
- Così parlò Bellavista, regia di Luciano De Crescenzo (1984)
- Il mistero di Bellavista, regia di Luciano De Crescenzo (1985)
- 32 dicembre, regia di Luciano De Crescenzo (1988)
- Sabato, domenica e lunedì, regia di Lina Wertmüller (1990)
- Croce e delizia, regia di Luciano De Crescenzo (1995)
- Francesca e Nunziata, regia di Lina Wertmüller – film TV (2001)
- Stasera lo faccio, regia di Alessio Gelsini Torresi e Roberta Orlandi (2005)
- Così parlò De Crescenzo, regia di Antonio Napoli (2016)
- Sie nannten ihn Spencer, regia di Karl-Martin Pold (2017)

## Riconoscimenti
- 1977 – Premio Scanno
- 1977 – Trofeo di Palma d'Oro di Bordighera
- 1984 – Globo d'oro e Premio Bancarella
- 1985 – 2 David di Donatello
- 1985 – Telegatto Miglior trasmissione di attualità e cultura con Bit
- 1985 – 2 Nastro d'argento
- 1985 – 2 Chaplin a Vevey
- 1985 – 2 Festival d'Annecy
- 1993 – Premio Fregene
- 1998 –  Premio Cimitile
- 2018 – San Gennaro Day